# Estrelada aragonesa
La estrelada aragonesa (en idioma aragonés estrelada significa «estrellada») es la bandera del nacionalismo y el independentismo aragonés. Existen varias versiones, la más utilizada y popular es la que está formada por las cuatro barras de Aragón, las mismas que aparecen en la bandera de Aragón oficial, y una estrella roja en el medio.
Se diseñó la estrelada combinando un estrella roja símbolo de la revolución socialista, con las barras de Aragón, pero no se sabía dónde colocar la estrella. De hecho, en un principio, la estrella apareció en un lateral de la misma.
Además, existen otras versiones de la estrelada. La más importante es la diseñada por Gaspar Torrente, que sobre las barras de Aragón y en la esquina superior izquierda de la bandera pone un cuadro azul símbolo de la unión libre y confederacional en el que aparece estampado una estrella blanca, símbolo de la soberanía nacional.
Estas banderas son empleadas por las organizaciones independentistas aragonesas en manifestaciones y otros actos. La principal organización independentista aragonesa es el Bloque Independentista de Cuchas.

## Modelos

La estrelada aragonesa.
Bandera estrelada empleada por A Enrestida.
Otra versión de la estrelada aragonesa, diseñada por Gaspar Torrente en 1932.
Estrelada más estilizada utilizada sobre todo durante los últimos años en camisetas, carteles, pegatinas, etc.